# Marco Romano (esgrimidor)
Marco Romano (Nápoles, 6 de mayo de 1953) es un deportista italiano que compitió en esgrima, especialista en la modalidad de sable.
Participó en los Juegos Olímpicos de Moscú 1980, obteniendo una medalla de plata en la prueba por equipos. Ganó una medalla de plata en el Campeonato Mundial de Esgrima de 1979.

## Palmarés internacional
| Juegos Olímpicos   | Juegos Olímpicos      | Juegos Olímpicos | Juegos Olímpicos  |
| Año                | Lugar                 | Medalla          | Prueba            |
| ------------------ | --------------------- | ---------------- | ----------------- |
| 1980               | Moscú (URSS)          | Medalla de plata | Sable por equipos |
| Campeonato Mundial |                       |                  |                   |
| Año                | Lugar                 | Medalla          | Prueba            |
| 1979               | Melbourne (Australia) | Medalla de plata | Sable por equipos |